# Paicines (California)
Paicines es un área no incorporada en el condado de San Benito en el estado de California.

## Geografía
Características naturales de la zona incluyen el Arroyo de Tres Pinos y el Río San Benito. El área está ubicada en proximidad a la falla de San Andrés. Las áreas al sur y el este son montañosas; la frontera del condado corre a lo largo de la cordillera Gabilan.

## Historia
Los primeros habitantes del área eran los paicines, un subgrupo de los Ohlone. En 1841, el gobierno de California prestó a Ángel Castro y José Rodríguez el Rancho Ciénaga de los Paicines.